# Los Millanes
Los Millanes est la capitale de la paroisse civile d'Adrián de la municipalité de Marcano dans l'État de Nueva Esparta au Venezuela.